# Antoni Kozłowicz
Antoni Kozłowicz (ur. 22 grudnia 1885 w Pleszewie, zm. 12 sierpnia 1940 w Warszawie) – żołnierz armii niemieckiej, kapitan administracji Wojska Polskiego, uczestnik I wojny światowej, powstania wielkopolskiego, wojny polsko-bolszewickiej i kampanii wrześniowej, kawaler Orderu Virtuti Militari.

## Życiorys
Urodził się w rodzinie Ludwika i Franciszki z domu Bilińska. Uczył się w szkole realnej w Kaliszu i Ostrowie. Od 1905 członek Towarzystwa Gimnastycznego „Sokół”. W przededniu wybuchu I wojny światowej zmobilizowany do armii niemieckiej. Awansował do stopnia sierżanta. W 1917 w wyniku odniesienia ciężkich obrażeń prawej ręki zdemobilizowany. Po powrocie do Wielkopolski zorganizował kompanię pleszewską, na której czele wyruszył na pomoc powstańcom do Poznania. Walczył pod Parzynowem, Zdunami, Miejską Górką i Rawiczem. 1 stycznia 1919 brał udział w zdobyciu stacji kolejowej w Krotoszynie przy wsparciu pociągu pancernego „Poznańczyk”. Za walki pod Parzynowem i Rawiczem, gdzie wraz z kompanią zdobył 3 ciężkie karabiny maszynowe, został odznaczony Krzyżem Srebrnym Orderu Virtuti Militari. W trakcie walk podczas powstania wielkopolskiego został ponownie ciężko ranny. 7 lutego 1919 został mianowany podporucznikiem. Jako oficer 8 pułku strzelców wielkopolskich przeszedł cały szlak bojowy wojny polsko-bolszewickiej. Uczestnik III powstania śląskiego.
Jako oficer rezerwy został zatrzymany w służbie czynnej, w 60 pułku piechoty. 8 stycznia 1924 został zatwierdzony w stopniu porucznika ze starszeństwem z 1 czerwca 1919 i 1299. lokatą w korpusie oficerów rezerwy piechoty. W marcu 1924 został przydzielony z 60 pp do Powiatowej Komendy Uzupełnień Pułtusk na stanowisko oficera ewidencyjnego na powiat pułtuski. W marcu 1925 został przydzielony do PKU Płock na stanowisko oficera ewidencyjnego na powiat płocki. W lutym 1926, w związku z likwidacją stanowiska oficera ewidencyjnego, został przydzielony do macierzystego pułku w Ostrowie Wlkp. W dalszym ciągu był oficerem rezerwy powołanym do służby czynnej Następnie został przeniesiony służbowo do PKU Warszawa Miasto II. We wrześniu 1926 został przydzielony do PKU Warszawa Miasto II na stanowisko pełniącego obowiązki kierownika II referatu poborowego. We wrześniu 1927 został przydzielony do PKU Radomsko na stanowisko referenta. 19 marca 1928 został mianowany kapitanem ze starszeństwem z 1 stycznia 1928 i 7. lokatą w korpusie oficerów administracji, dział kancelaryjny. W 1928 został przeniesiony do kadry oficerów służby intendentury z równoczesnym przeniesieniem służbowym do 4 Okręgowego Szefostwa Intendentury w Łodzi. Z dniem 28 lutego 1929 został przeniesiony w stan spoczynku. Z wojska odszedł na własną prośbę w związku z pogarszającym się stanem zdrowia, spowodowanym odniesionymi ciężkimi ranami.
Służbę wojskową zakończył na stanowisku kierownika kancelarii PKU Warszawa Miasto II[wymaga weryfikacji?]. Podczas kampanii wrześniowej zgłosił się na ochotnika do Wojska Polskiego. Uciekł z niewoli niemieckiej, a następnie sowieckiej. Zmarł 12 sierpnia 1940 w Warszawie. Pochowany w Alei Zasłużonych na Cmentarzu Wojskowym na Powązkach.
Antoni Kozłowicz był żonaty z Franciszką Haliną Kotowską, z którą miał syna Wojciecha (ur. 1929), dziennikarza i córkę Wandę Zytę (ur. 1931), pielęgniarkę.
Tablice pamiątkowe z jego nazwiskiem znajdowały się na koszarach w Pleszewie i na dworcu w Krotoszynie.

## Ordery i odznaczenia
- Krzyż Srebrny Orderu Virtuti Militari nr 4772[1].
- Krzyż Niepodległości[13][1]
- Krzyż Walecznych dwukrotnie[1]
- Złoty Krzyż Zasługi[1]